# Amanece en Edimburgo
Amanece en Edimburgo (Sunshine on Leith en V. O.) es una película musical de 2014 dirigida por Dexter Fletcher y basada en la obra musical homónima. El film tiene un amplio repertorio del grupo The Proclaimers, los cuales hicieron un cameo.
La producción fue proyectada en el Festival Internacional de Cine de Toronto de 2013 en la Sección Especial de Presentación.

## Argumento
Tras servir en el Ejército Británico, Davy y Ally (George MacKay y Kevin Guthrie) regresan a Edimburgo donde sus familias les esperan: Ally regresa con su novia Liz (Freya Mavor): enfermera de profesión y hermana de Davy. En su primera noche de ocio, esta les presenta a su compañera Yvonne (Antonia Thomas). Tras esta cita doble, Davy e Yvonne empiezan una relación. 
Por otro lado, Ally confiesa tener pensando en pedirle matrimonio a su novia, pero todo se tuerce cuando el padre de Davy recibe una carta de una supuesta hija fruto de una aventura.

## Reparto
- George MacKay es Davy Henshaw.
- Kevin Guthrie es Ally.
- Freya Mavor es Liz Henshaw.
- Antonia Thomas es Yvonne.
- Jane Horrocks es Jean Henshaw.
- Peter Mullan es Robert "Rab" Henshaw.
- Jason Flemyng es Harry Harper.
- Paul Brannigan es Ronnie.
- Paul McCole es Ewan.

## Banda sonora
La película incluye catorce canciones de The Proclaimers:
1. Sky Takes the Soul
2. I'm on My Way
3. Over and Done With
4. Misty Blue
5. Make My Heart Fly
6. Let's Get Married
7. Life With You
8. Oh Jean
9. Hate My Love
10. Then I Met You
11. Should Have Been Loved
12. Sunshine on Leith
13. Letter from America
14. I'm Gonna Be (500 Miles)